# Odžaci
Odžaci (izvirno srbsko Оџаци; madžarsko Hódság; staro ime Kéménd) je naselje v Bački /Vojvodini /Srbiji, središče istoimenske občine; slednja pa je del Zahodnobačkega upravnega okraja.

## Demografija
V naselju živi 8028 polnoletnih prebivalcev, pri čemer je njihova povprečna starost 39,8 let (38,1 pri moških in 41,4 pri ženskah). Naselje ima 3520 gospodinjstev, pri čemer je povprečno število članov na gospodinjstvo 2,82.
|  |

| Demografija | Demografija     | Demografija     |
| Leto        | Št. prebivalcev | Št. prebivalcev |
| ----------- | --------------- | --------------- |
|             |                 |                 |
|             |                 |                 |
|             |                 |                 |
|             |                 |                 |
| 1948        | 6607            |                 |
| 1953        | 7266            |                 |
| 1961        | 7841            |                 |
| 1971        | 9052            |                 |
| 1981        | 9933            |                 |
| 1991        | 10567           | 10232           |
| 2002        | 10108           | 9940            |
|             |                 |                 |

| Etnična sestava po popisu iz leta 2002 | Etnična sestava po popisu iz leta 2002 | Etnična sestava po popisu iz leta 2002 | Etnična sestava po popisu iz leta 2002 | Etnična sestava po popisu iz leta 2002 |
| -------------------------------------- | -------------------------------------- | -------------------------------------- | -------------------------------------- | -------------------------------------- |
| Srbi                                   | Srbi                                   |                                        | 8.250                                  | 82,99%                                 |
| Madžari                                | Madžari                                |                                        | 304                                    | 3,05%                                  |
| Slovaki                                | Slovaki                                |                                        | 146                                    | 1,46%                                  |
| Hrvati                                 | Hrvati                                 |                                        | 137                                    | 1,37%                                  |
| Jugoslovani                            | Jugoslovani                            |                                        | 135                                    | 1,35%                                  |
| Črnogorci                              | Črnogorci                              |                                        | 101                                    | 1,01%                                  |
| Romi                                   | Romi                                   |                                        | 58                                     | 0,58%                                  |
| Nemci                                  | Nemci                                  |                                        | 34                                     | 0,34%                                  |
| Makedonci                              | Makedonci                              |                                        | 22                                     | 0,22%                                  |
| Rusini                                 | Rusini                                 |                                        | 15                                     | 0,15%                                  |
| Rusi                                   | Rusi                                   |                                        | 13                                     | 0,13%                                  |
| Slovenci                               | Slovenci                               |                                        | 11                                     | 0,11%                                  |
| Ukrajinci                              | Ukrajinci                              |                                        | 7                                      | 0,07%                                  |
| Bolgari                                | Bolgari                                |                                        | 7                                      | 0,07%                                  |
| Bunjevci                               | Bunjevci                               |                                        | 6                                      | 0,06%                                  |
| Albanci                                | Albanci                                |                                        | 5                                      | 0,05%                                  |
| Romuni                                 | Romuni                                 |                                        | 4                                      | 0,04%                                  |
| Čehi                                   | Čehi                                   |                                        | 3                                      | 0,03%                                  |
| Bošnjaki                               | Bošnjaki                               |                                        | 2                                      | 0,02%                                  |
| Muslimani                              | Muslimani                              |                                        | 1                                      | 0,01%                                  |
| Goranci                                | Goranci                                |                                        | 1                                      | 0,01%                                  |
| Neznano                                | Neznano                                |                                        | 89                                     | 0,89%                                  |